# Amirteu II
Amirteu II (en demòtic Imn ir di-sw, “Donat pel deu Ammon”; en arameu Mwrtys; hipotèticament el seu nom egipci seria Ameirdisu; en llatí Amyrtaeus i en grec Ἀμύρταῖος Amyrtaios) fou faraó d'Egipte del 404 aC al 398 aC i és l'únic membre de la dinastia XXVIII segons Manetó. Originalment de Sais, era probablement nebot d'Amirteu I protagonista de la revolta organitzada junt amb el libi Inaros contra Pèrsia mig segle abans (465–463 aC).
Es va revoltar vers el 411 aC contra Darios II de Pèrsia i va dirigir una guerra de guerrilles a la part occidental del delta del Nil a l'entorn de Sais. A la mort de Darios II es va declarar rei (404 aC). Segons Isòcrates, Artaxerxes I de Pèrsia, poc després de pujar al tron, va reunir una exèrcit a Fenícia dirigit per Abròcomes per reconquerir el país rebel·lat, però la revolta de Cir el Jove li va impedir continuar.
Encara que al delta Amirteu II era reconegut com a faraó, a l'alt Egipte Artaxerxes I va seguir sent considerat rei; els perses van governar l'Alt Egipte almenys fins al 400 o 398 aC. Tucídides diu que Amirteu II es va aliar al rei dels àrabs per atacar Fenícia per prevenir un atac des d'aquest territori. Diodor de Sicília diu que un almirall egipci, l'almirall Tamos, que era sàtrapa de Cilícia durant el govern de Cir el Jove, es va refugiar a Egipte el 400 aC junt amb el seu fill i la flota i tots els tresors que va trobar.
Amirteu fou derrotat pel seu successor Neferites I de Per-Banebdjedet i executat a Memfis poc després (octubre del 399 aC)